# 翁維銓
翁維銓（英語：Peter Yung，1949年7月—），香港電影導演及攝影家。他是香港新浪潮的導演之一，其餘現時為知名的同期電影製作人包括蔡繼光、徐克、許鞍華、嚴浩、譚家明等人。翁維銓師承1956年第28屆奧斯卡金像獎及1964年第36屆奧斯卡金像獎最佳黑白片攝影獎得主黃宗霑，歷任大專院校及協會講師/主任、顧問及委員，是中國民主出版基金發言人、香港電影導演會執行幹事、香港藝術發展局電影及媒體藝術顧問、香港國際電影節執行委員、香港電影金像獎評審委員以及香港亞洲電影投資會評審委員。其電影風格結合紀錄片特色與戲劇。

## 背景

### 早年生活
翁維銓生於香港，在八兄弟姊妹中排行第六，其他家人在他出生後從潮安移居香港，父親是身兼潮僑塑膠廠商會會董 / 會長及香港潮州市同鄉總會前會長，經營塑膠生意（旺角花園街美東塑膠五金製品公司）的商人翁銘堅。其中一名兄長翁維鈞是美國德州大學神經腫瘤學教授。翁維銓不喜歡讀書，求學階段入讀多所學校，1959年插班入讀深水埗西洋菜街基督教四方福音會深培學校小四年級，1962年入讀香港大同中學（與已故藝人王鍾為同屆同學），分別於1967年及1968年中五與中六畢業。1963年14歲首次坐貨船到台灣遊玩，旅程中拍照記錄行程，自此開始接觸攝影學；1966年更因為想獲得沙龍攝影獎而喜歡攝影。1968年，他原本計劃到美國加利福尼亞州洛杉磯藝術中心設計學院報讀課程，礙於不會說英語而被轉介到南加州大學修讀英文科1年。1年後正式被藝術中心設計學院取錄，修讀美術系學士，主修攝影學，副修電影學。1969年於洛杉磯中國城認識著名華裔電影攝影大師黃宗霑，繼而於1970年獲設計學院校方安排向對方學師。1970年至1971年間曾在越南從事戰地記者工作，拍攝戰爭硬照兩個月。及至1971年，翁維銓只用了兩年零三個月便完成四年制課程。

### 藝術之路
翁維銓於1969年至1971年赴美升學期間已任職助理摄影師，替 Tower Records（淘兒唱片）做唱片封套。畢業那年拍摄了一部由黃宗霑資助製作的紀錄片《洛城的一天》，事緣黃氏年紀老邁，所以希望翁維銓代為拍攝。後來翁維銓在黃氏的勸勉下（在外地，機會由人家給予；在香港，機會由自己爭取。），於1972年返回香港任職摄影师，1973年再次得到黃宗霑贊助舉辦了首次個人摄影展，1974年往後繼續舉辦摄影展。當時翁維銓在藝術界薄有名氣，得到建築師兼藝術家何弢的正面評價，1975年起至1982年為止在香港浸會學院傳理系（1975年至1982年）和香港中文大學校外課程部（1975年至1977年）任職，西茜凰是他1970年代中期香港中文大學電影創作課的學生。前香港電台助理廣播處長施永遠則是他香港浸會大學傳理學院攝影課的學生。
同期於1973年，翁維銓參與教學之餘，也應美國《Time Life》（時代－生活）邀請到印尼參與由 Brian Blake 執導的紀錄片，為期10個月。1974年夥拍影評人兼電影導演金炳興及攝影師陳樂儀等人開辦一個兩年制的電影文憑課程，教授以超8毫米底片製作影片的方法。同年適逢英國獨立電視台聯合電視前來香港拍攝關於毒品調查科、金三角、羅星漢以及昆沙團伙的紀錄片，翁維銓便應邀擔任副製片兼攝影師18個月。成品安排於聯合電視播放。在該段時期到西環高街租住了一個樓層追蹤拍攝國際販毒，1976年製成紀錄片《白粉歌劇》。未幾在1976年至1979年、1985年間，為英國導演 Adrian Cowell 監製鴉片題材及自然環保紀錄片。1979年集資拍成寫販毒內幕的《行規》，是為其首部香港電影作品。《行規》上映前一度與香港1970年代的禁毒政策相互牴觸，未得到電影檢查條例核准，經數度交涉才被批准排期上映。
自黃宗霑1976年病歿後，翁維銓獲贈《駱駝祥子》的部分參考片段。其時黃宗霑早在1948年計劃籌拍《駱駝祥子》，終因中國戰局動盪而暫時擱置。直到他身故後，翁有意承傳其遺願，於1980年拍成紀錄片《駱駝祥子》（The Rickshaw Boy，1981）。踏入1980年代，翁維銓於1981年與新藝城簽約合作，製成當年全香港首部以 Golden Panaflex 攝影機拍攝的同步收音電影《再生人》。該齣電影不但為他帶來1982年第19屆金馬獎「最佳導演」及「最佳原著劇本」提名，影片還入選1982年柏林電影節的競賽影片（特別放映）。但基於攝製期間牽涉中國內地，台灣政府禁止放映《再生人》。及後於1984年至1996年，翁維銓自組「翁維銓製作有限公司」（1988年易名「影聯製作有限公司」（Oasis Films））籌備電影拍攝事宜。雖然電影被禁，《再生人》於香港放映首3天已錄得200萬票房。
他的電影產量不多，1990年代往後甚少參與電影製作過程，原因出於他明白到製作電影並不能單憑一之力身兼多職，需要團體配合才能成事，加上個性上不喜歡跟大規模的電影公司打交道或加入他們的團隊，以致他選擇用獨立拍製的方式進行創作。而自己不可以創造一個獨立的製片制度及包辦全部籌備工作的想法亦讓他唯有通過集資，方可集合足夠資金而又能取得較大的自由度。由是《迷城之旅》成為他最後一部執導作品。輾轉間，翁維銓於1996年加入香港演藝學院電影電視學院擔任監製及製作管理專業課程講師，1999年及2006年分別出任電影電視學院監製及製作管理系主任、製作行政系主任，至2009年離任。
放下教職前，翁維銓同時自2003年起獲邀為香港藝術發展局藝術顧問，屬藝術教育推選組織成員，2005年擔任第42屆金馬獎劇情片類初選評審。2009年放下教職後多把時間投放在攝影方面。翁氏曾獲多個國內外著名藝術文化機構贊助舉辦逾7次個人展覽。其中5本攝影集中，《總站・終結》於2000年被香港的博物館收為藏品。另一攝影作品於2021年被香港國際攝影節主辦方收錄在首輯香港影像珍藏「Hong Kong Portfolio」當中，其餘9人分別為陳的、朱德華、馮漢紀、何藩、高志強、黃楚喬、梁家泰、夏永康以及余偉建。此前於2015年12月，香港電影資料館出版《迷走四方──翁維銓的電影與攝影》一書，以記錄其成長及電影與攝影創作歷程。
現時，翁維銓仍間中舉辦攝影展覽，例如2021年9月於香港大會堂舉辦「天、地、人」攝影作品展。

## 個人生活
翁維銓已婚，育有1名兒子。

## 作品列表
執導電影
- 1971年 洛城的一天（One Day in Locke）
- 1979年 行規
- 1981年 再生人
- 1981年 駱駝祥子[45]（The Rickshaw Boy）
- 1982年 荒漠人
- 1984年 三文治
- 1987年 金三角鴉片軍閥揭秘（與英國導演 Adrian Cowell 合作）[46]
- 1989年 迷城之旅

編劇
- 1979年 行規
- 1981年 再生人
- 1982年 荒漠人
- 1984年 三文治

其他幕後製作
- 1971年 洛城的一天（監製、攝影）
- 1976年 白粉歌劇（製片）
- 1979年 行規（攝影）
- 1982年 荒漠人（監製、攝影）
- 1984年 三文治（監製）
- 1987年 金三角鴉片軍閥揭秘（監製）
- 1989年 迷城之旅（監製、攝影）
- 2005年 B420（監製）

演出
- 1995年 歡樂時光 飾 葉醫生

作品集
- 1980年 《總站・終結》
- 1986年 《新疆：絲路上的中國情》
- 1989年 《秋水圖意》
- 1997年 《市集：古絲路上維吾爾族的生活貿易》
- 2000年 《吳哥：中國古藉探討的高棉人》

## 外部連結
- 新浪潮導演翁維銓攝影展 半世紀三百幅作品貫穿天地人，立場新聞，2021年8月31日（页面存档备份，存于）